# Rundtjärnen (Arjeplogs socken, Lappland, 730319-160598)
Rundtjärnen är en sjö i Arjeplogs kommun i Lappland och ingår i Skellefteälvens huvudavrinningsområde.